# Čierne pri Čadci zastávka
Čierne pri Čadci zastávka – przystanek kolejowy w Czarnym, w kraju żylińskim, na Słowacji.
| Čierne pri Čadci zastávka                       |  |                                    |
| Linia 129 Czadca – Skalité – Zwardoń (9,521 km) |  |                                    |
| Čierne pri Čadciodległość: 2,500 km             |  | Čierne-Polesie odległość: 1,069 km |